# CodeGear
CodeGear jest w całości częścią firmy Embarcadero Technologies. CodeGear wytwarza narzędzia programistyczne takie jak Delphi, C++ Builder, system bazodanowy InterBase. Pierwotnie CodeGear było własnością firmy Borland Software Corporation i została z niej wydzielona jako firma-córka 14 listopada 2006.  Obecnym prezesem firmy jest Jim Douglas.

## Historia
8 lutego 2006 Borland ogłosił, że szuka nabywcy dla swoich środowisk programistycznych i produktów bazodanowych. Po negocjacjach firma jedynie zreorganizowała się i wydzieliła osobną firmę CodeGear. Roczny raport Borland na rok 2006 pokazał, że środowiska programistyczne CodeGear przyniosły dochód 75,7 milionów dolarów. Wynosiło to około 25 procent przychodów firmy Borland. 7 maja 2008, Borland i Embarcadero Technologies ogłosili, że Embarcadero podpisała umowę o przejęciu majątku CodeGear. Kompletnego przejęcia firmy dokonano 30 czerwca 2008 roku. CodeGear została sprzedana za kwotę 24,5 milionów dolarów.

## Produkty
- CodeGear RAD Studio 2009 (zawierające Delphi (Win32), Delphi Prism, C++Builder, C#Builder)
- Turbo Delphi
- Delphi for PHP
- Delphi
- Delphi/400
- JBuilder
- InterBase
- Turbo C#
- Turbo C++
- C++BuilderX
- C#Builder
- C++ Builder
- JGear
- 3rdRail